# IC 3425
IC 3425 ist eine linsenförmige Galaxie vom Hubble-Typ S0 im Sternbild Jungfrau an der Ekliptik. Sie ist schätzungsweise 324 Millionen Lichtjahre von der Milchstraße entfernt und hat einen Durchmesser von etwa 155.000 Lj. Die Galaxie ist unter der Katalognummer VCC 1243 als Mitglied des Virgo-Galaxienhaufens gelistet.
Im selben Himmelsareal befinden sich u. a. die Galaxien NGC 4482, IC 3383, IC 3412, IC 3447.
Das Objekt wurde am 10. Mai 1904 vom US-amerikanischen Astronomen Royal Harwood Frost entdeckt.